# Calliostoma margaritissimum
Calliostoma margaritissimum is een slakkensoort uit de familie van de Calliostomatidae. De wetenschappelijke naam van de soort is voor het eerst geldig gepubliceerd in 1968 door Habe & Okutani.